# Узкий пробел
Узкий пробел, тонкая шпация (англ. thin space) — типографский пробел. Имеет ширину в 1⁄5 (реже — 1⁄6) круглой шпации.
Ширина зависит от языка набора и производителя шрифта; в кириллических шрифтах тонкая шпация обычно имеет ширину в 1⁄5 круглой. Эта шпация по пропорциям в точности соответствует двухпунктовой шпации при наборе кеглем в 10 пунктов.
В Юникоде имеет код U+2009   thin space (HTML &#8201; ·  &thinsp;).
Существует также U+202F   narrow no-break space (HTML &#8239;) — неразрывный пробел той же ширины.
В LaTeX узкий неразрывный пробел создается кодом \thinspace. В LaTeX \, также создаёт узкий неразрывный пробел, но в математических формулах это узкий разрывный пробел.